# 蓮田郵便局
蓮田郵便局（はすだゆうびんきょく）は埼玉県蓮田市にある郵便局。民営化前の分類では集配普通郵便局であった。

## 概要
住所：〒349-0199 埼玉県蓮田市見沼町9-21

## 沿革
- 1902年（明治35年）12月16日 - 蓮田郵便局（三等）として開設[1]。
- 1966年（昭和41年）8月29日 - 南埼玉郡蓮田町東五丁目から同町東三丁目に移転[2]。
- 1968年（昭和43年）1月23日 - 電話の加入および料金に関する簡易な事務を除く電話交換業務を、岩槻電報電話局に移管。
- 1971年（昭和46年）9月22日 - 和文電報配達および電話の加入ならびに料金に関する簡易な事務を、蓮田電報電話局に移管。
- 1972年（昭和47年）
  - 4月10日 - 特定郵便局から普通郵便局に局種別改定。
  - 10月1日 - 蓮田町が市制施行し、所在地が蓮田市東三丁目となる。
- 1987年（昭和61年）3月31日 - 蓮田市東三丁目から同市見沼町に局舎を新築、移転。
- 1999年（平成11年） - 外国通貨の両替および旅行小切手の売買に関する業務取扱を開始。
- 2007年（平成19年）10月1日 - 民営化に伴い、併設された郵便事業蓮田支店に一部業務を移管。
- 2012年（平成24年）10月1日 - 日本郵便株式会社発足に伴い、郵便事業蓮田支店を蓮田郵便局に統合。

## 取扱内容
- 郵便、印紙、ゆうパック、内容証明
- 貯金、為替、振替、振込、国際送金、外貨両替・トラベラーズチェック、国債、投資信託
- 生命保険、バイク自賠責保険、自動車保険、がん保険、引受条件緩和型医療保険
- ゆうちょ銀行ATM
- 蓮田市内（〒349-01xx）の集配業務
- ゆうゆう窓口

## 周辺
- 蓮田市図書館
- 蓮田市立蓮田中央小学校
- 国道122号
- 元荒川

## アクセス
- JR東北本線（宇都宮線） 蓮田駅（西口）から徒歩約10分
- 朝日バス 関山一丁目停留所もしくは見沼町停留所下車
- 東北自動車道 久喜ICから南へ約9km、もしくは岩槻ICから北西へ約7km
- 駐車場あり：14台